# خورشیدپرتو هندی
خورشیدپرتو هندی، (نام علمی: Curetis thetis) گونه‌ای از گرگ‌پروانگان یا پروانه قرمز است که در قلمرو هندومالیا یافت می‌شود.

## پراکندگی

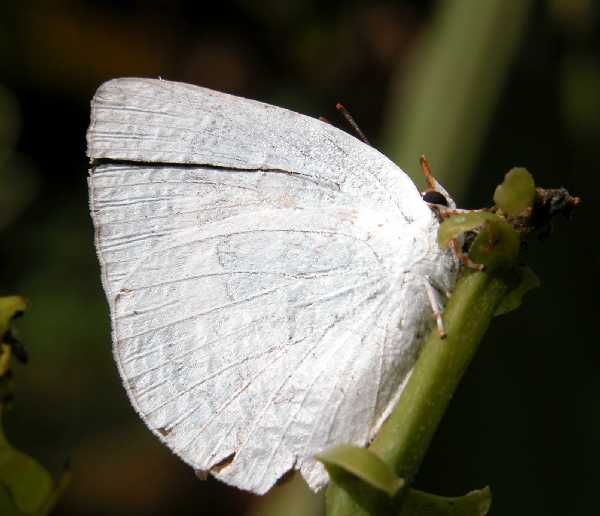
عکس زیرتنه از خورشیدپرتو هندی در بنگلور هند

این پروانه در شبه جزیره هند، در جنوب هیمالیا یافت می‌شود، اما نه در مناطق بیابانی یا در مناطقی با بارندگی کم. همچنین در بخش‌هایی از آسام؛ سوراشترا؛ بنگال، سلهت تا میانمار دیده می‌شود. در جزایر نیکوبار نیز یافت می‌شود.
همچنین در سری‌لانکا، جاوه، فیلیپین، شمال سولاوسی و سلاجار یافت می‌شود.

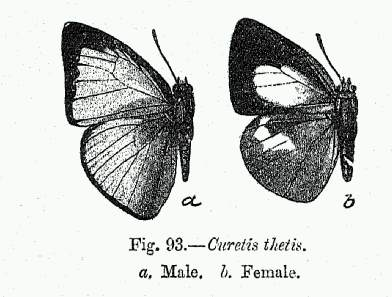

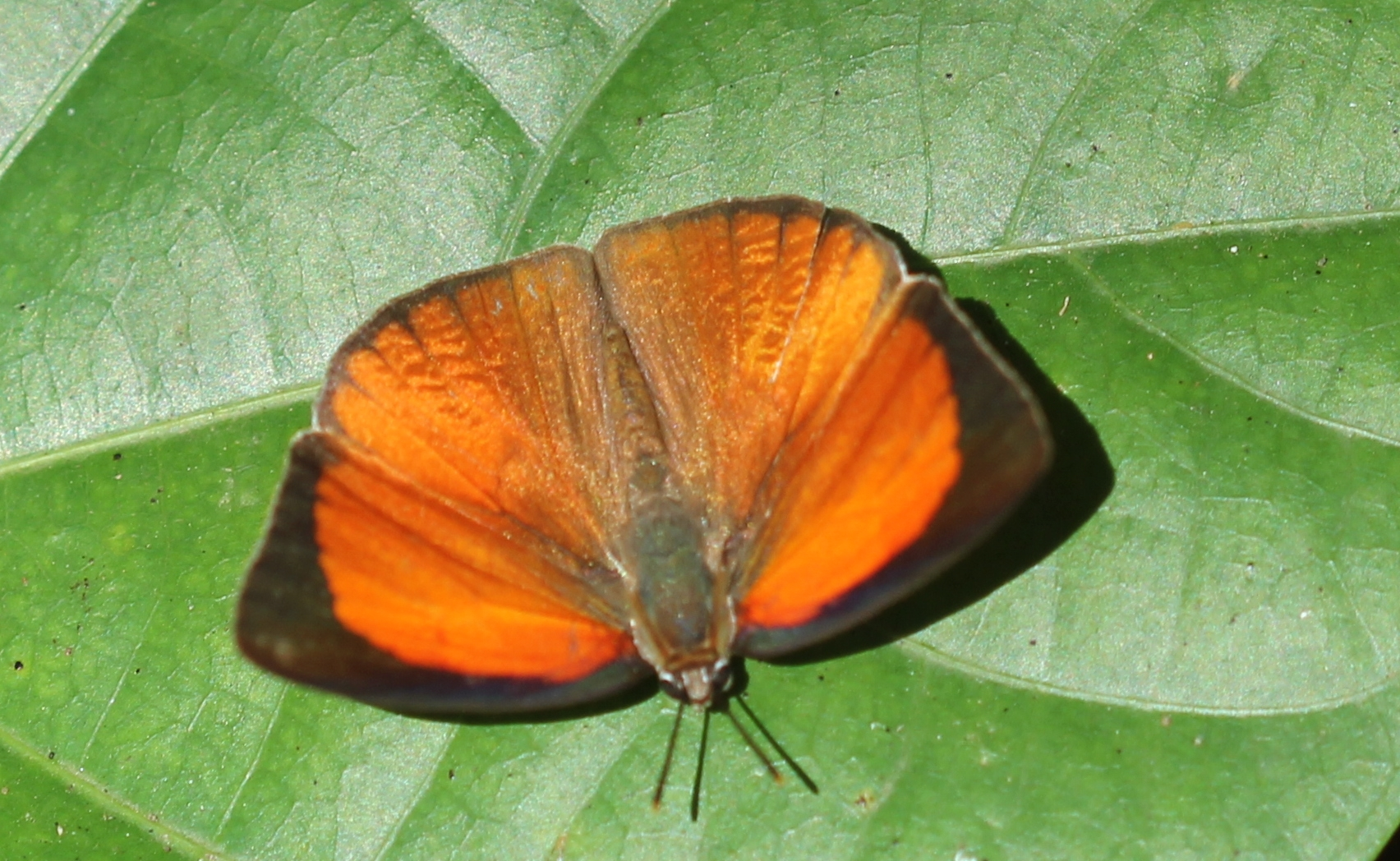
در پارک ملی سایلنت ولی

نادر محسوب نمی‌شود.